# Judith von Flandern

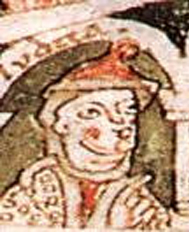
Judith (Historia Welforum)

Judith von Flandern oder Jutka van Vlaanderen (* um 1030; † 5. März 1094, begraben im Kloster Weingarten) stammt wahrscheinlich aus der Familie der Balduine, der Familie der Grafen von Flandern. Sie war Gräfin von Northumbria (in erster Ehe mit Toste Godwinsson) und Herzogin von Bayern (in zweiter Ehe mit Welf IV.).

## Abstammung

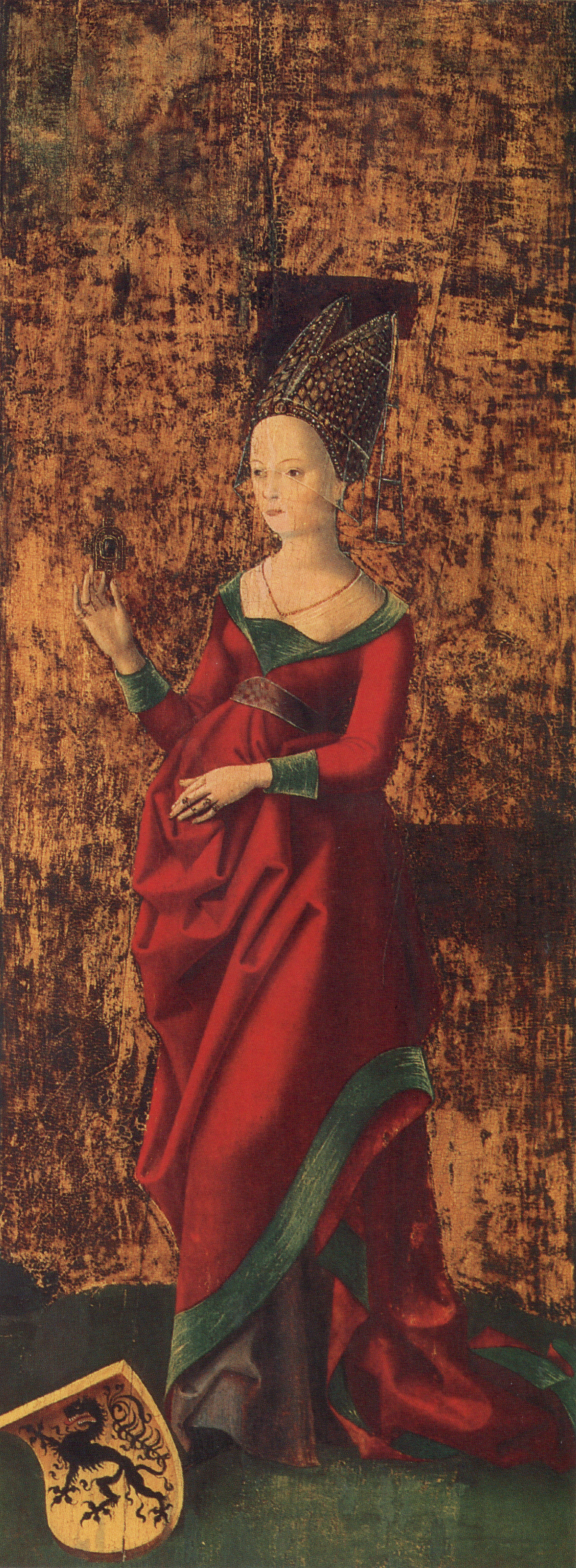
Judith von Flandern auf der Weingartener Heilig-Blut-Tafel von 1489

Die Einordnung Judiths in die flämische Grafenfamilie war lange unklar, ist aber umso wichtiger, weil Judith die Urgroßmutter sowohl von Friedrich Barbarossa als auch von Heinrich dem Löwen ist. Im Wesentlichen finden sich in der Literatur drei konkurrierende Versionen, die alle aus den unterschiedlichen Angaben in den verschiedenen Quellen stammen. In der Forschung besteht mittlerweile weitgehender Konsens zugunsten der dritten Version, in älteren oder nicht aktuellen Werken finden sich noch die beiden anderen.

### Erste Version
Judith wurde 1027/28 als Tochter von Herzog Richard III. von Normandie und Adela von Frankreich geboren. Damit war Judith die Stieftochter von Balduin V. von Flandern, der Adela 1028 nach dem Tod Richards III. heiratete. Die Angabe zum Geburtsjahr Judiths ergibt sich aus dem Todesdatum Richards III. (6. August 1027).
Diese Version ist jedoch mehr als zweifelhaft, da man davon ausgehen kann, dass es sich bei der Verbindung zwischen Adela von Frankreich und Richard III. von der Normandie nur um eine Verlobung handelte, die wegen des Todes Richards III. nicht mehr in die Ehe einmünden konnte. Nachkommen Richards und Adelas sind jedenfalls nicht bekannt.

### Zweite Version
Judith wurde um 1030 als Tochter von Balduin V. von Flandern und Adela von Frankreich geboren. Diese Aussage stammt einerseits von Alberich von Trois-Fontaines, andererseits (als zweite Tochter nach Mathilde) aus einer Handschrift, deren Zuschreibung zu Ordericus Vitalis umstritten ist.
Auch Florentius von Worcester gibt Judith als Tochter eines Grafen Balduin von Flandern an, sagt aber nicht, welchen Balduin er meint, auch erschließt sich dies nicht aus dem Zusammenhang, so dass bei ihm sowohl diese als auch die folgende Version in Frage kommt.
Die enge Verwandtschaft zwischen Balduin V. und dem Geschlecht der Welfen wäre jedoch wahrscheinlich als Ehe zweier im dritten Grad miteinander Verwandter ein Hindernis für die spätere Heirat von Judith mit Welf IV. gewesen. Judith und Welf IV. hätten mit Friedrich, Graf im Moselgau, und Irmtrud von der Wetterau die gleichen Urgroßeltern gehabt:
- Friedrich/Irmtrud – Otgiva – Balduin V. – Judith einerseits, sowie
- Friedrich/Irmtrud – Irmentrud – Kunigunde – Welf IV. andererseits.

Die Ehe Welfs mit Judith wurde jedoch nur als "öffentlicher Ehebruch" (publicum Adulterium) gegenüber Welfs erster Ehefrau angeprangert, nicht aber als Verwandtenehe. Daher ist diese Version ebenfalls als zweifelhaft anzusehen.

### Dritte Version
Judith wurde 1031/32 als Tochter von Balduin IV. von Flandern und dessen zweiter Ehefrau Eleonore von Normandie, der Schwester von Richard III., geboren. Damit war Judith die Halbschwester von Balduin V. von Flandern, der aus der ersten Ehe ihres Vaters mit Otgiva von Luxemburg stammte. Die Schätzung für das Geburtsjahr ergibt sich aus dem Jahr der Heirat zwischen Balduin IV. und Eleonore (ca. 1031). Ihren Namen hätte sie nach ihrer Großmutter Judith de Bretagne († 1017).
Diese Version wird dadurch unterstützt, dass der Annalista Saxo Judith als amita (Tante väterlicherseits, also Schwester des Vaters) des Grafen Robert I. bezeichnet, womit er sie als Tochter Balduins IV. und Schwester Balduins V. identifiziert. In der Vita Ædwardi Regis wird Judith ebenfalls als Schwester Balduins V. bezeichnet.

## Die Ehe mit Toste Godwinsson
Judith von Flandern war im September 1051 in erster Ehe mit Toste Godwinsson verheiratet. In diesem Jahr mussten Toste und seine Familie nach ihrem Aufstand gegen König Eduard den Bekenner aus England fliehen. Toste und sicher auch Judith flohen nach Flandern zu Balduin V. Im Jahr darauf (1052) konnten sie nach England zurückkehren. 1055 wurde Toste zum Graf (Earl) von Northumbria ernannt. 1061 reisten Toste und Judith zusammen mit dem Erzbischof von York nach Rom. 1065 wurde Toste nach einem Aufstand gegen ihn in Northumbria abgesetzt und verbannt, er floh erneut zu Balduin V.
Inwieweit Judith Toste bei seinem nun folgenden Kampf um die englische Krone begleitete, ist nicht geklärt (Reise nach Dänemark und Norwegen, um Unterstützung zu erhalten, und die Invasion in England). Toste fiel am 25. September 1066 in der Schlacht von Stamford Bridge im Kampf gegen seinen Bruder, König Harald II. von England, der Anfang des Jahres die Nachfolge Eduards angetreten hatte. Der Annalista Saxo berichtet, sie sei mit Schätzen aus dem Erbe Eduards und ihres Ehemanns auf den Kontinent zurückgekehrt.
Die Vita Ædwardi Regis berichtet, die Kinder Tostes und Judiths seien bei seinem Tod noch „nicht entwöhnt“ gewesen, also im Kindesalter. Snorri Sturluson berichtet: „Skule, ein Sohn von Earl Toste, … und sein Bruder Ketil Krok … von hoher Familie aus England“ begleiteten König Olav Kyrre (regierte 1066–1093), die Morkinskinna präzisiert, dass „Skúli, der Sohn von Jarl Toste Godwinsson, und Ketill krókr aus Hålogaland nach Norwegen kamen“, gemeinsam mit König Olav nach dessen gescheiterten England-Feldzug 1066, sowie dass Skuli nicht lange nach Haralds Sturz zurück nach England reiste, und dort die Herausgabe des Leichnams Haralds erreichte. Diese Informationen deuten darauf hin, dass es sich bei Skule und Ketill um Erwachsene und somit nicht um Söhne Judiths handelt. Für den von Symeon von Durham im Jahr 1066 erwähnten Olav, den Sohn Tostis, dürfte das Gleiche gelten, sofern es sich bei „Tosti“ überhaupt um Toste Godwinsson handelt. Über die Kinder Tostes und Judiths ist somit nichts weiter bekannt.

## Die Ehe mit Herzog Welf

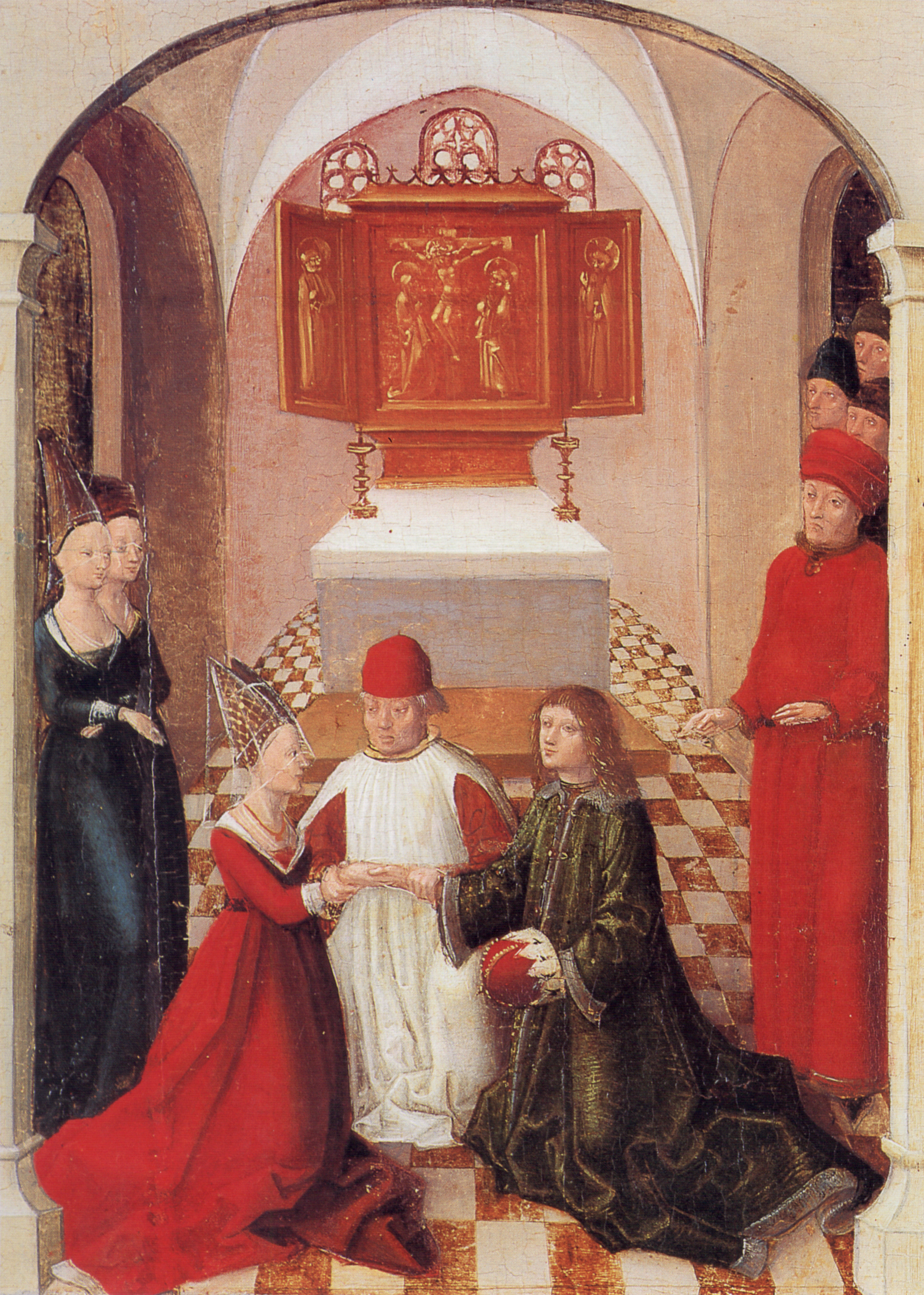
Hochzeit von Judith von Flandern und Welf IV. von Altdorf auf der Heilig-Blut-Tafel von Weingarten aus dem Jahr 1489

In zweiter Ehe heiratete Judith 1070/71 Welf IV., der Weihnachten 1070 als Welf I. Herzog von Bayern wurde. Welf überlebte seine Ehefrau und starb am 9. November 1101. Aus der Ehe gingen drei Kinder hervor:
- Welf V. (* wohl 1073; † 24. September 1120 auf Burg Kaufering), nach dem Tod seines Vaters auf dem Kreuzzug 1101 als Welf II. Herzog von Bayern; ⚭ um 1089, getrennt 1095, Mathilde (* wohl 1046, † 1115) Herrin von Canossa, Herzogin von Tuscien etc., Tochter des Bonifacius von Canossa, Herzog von Spoleto
- Heinrich IX. der Schwarze (* wohl 1074; † 13. Dezember 1126 in Ravensburg), 1120 Herzog von Bayern, ⚭ Wulfhild von Sachsen († 29. Dezember 1126 in Altdorf), Tochter des Herzogs Magnus von Sachsen (Billunger)
- Kunizza († 6. März 1120) ⚭ Friedrich Rocho († 12. November …), 1086 bezeugt, Graf, wohl Graf von Dießen

## Judith von Flandern als welfische Ahnfrau
Judith wird in den Welfen nahestehenden Chroniken häufig fälschlicherweise als "Königin von England" bezeichnet:
- Der Annalista Saxo gibt sie als Ehefrau von Tostes Bruder, König Harald von England aus[23]
- Die Genealogia Welforum nennt Welfs Ehefrau Judith "Tochter des Grafen von Flandern, Königin von England"[24]
- Der Nekrolog von Raitenbuch meldet den Tod von "Judith, Königin von England, Tochter des Markgrafen von Este, Ehefrau unseres Gründers Welf"[25]
- Der Nekrolog von Weingarten meldet den Tod von "Herzogin Judith, Königin von England"[26]

## Judith von Flandern und die Heiligblut-Reliquie
Im Jahr 1053 teilten sich Kaiser Heinrich III. und Papst Leo IX. eine Heiligblut-Reliquie, die in Mantua aufgefunden worden war. Die Reliquie ging mit dem Tod Heinrichs 1056 auf Graf Balduin V. von Flandern über, der sie 1067 Judith vererbte. Judith wiederum stiftete die Reliquie der Abtei Weingarten zusammen mit wertvollen Handschriften, die sich heute in New York, Montecassino, Fulda und Stuttgart befinden. Jedes Jahr findet am Freitag nach Christi Himmelfahrt in Weingarten der Blutritt zu Ehren der Reliquie statt.